# Boxer
För andra betydelser, se Boxer (olika betydelser).
Boxer är en hundras från Tyskland. Den är en brukshund och sällskapshund av molossertyp. I en undersökning 2012/2013 utnämndes boxern till en av världens tio populäraste hundraser.

## Historia
Fram till 1700-talet fanns i Tyskland flera sorters jagande bulldoggar. Dessa användes vid hetsjakter på björn, varg och vildsvin. När kopplet hunnit i kapp bytet var jaktmastiffens uppgift att hålla fast det till jägarna hann fram. En av dessa bulldoggar var Bullenbeisser, en annan var Bärenbeisser. För att få fram en snabbare och vigare hund korsades engelska mastiffer med vinthundsblod in. Resultatet blev då den mindre Brabantern, föregångaren till våra tiders boxer som skall ha beskrivits första gången 1719 av Friedrich von Flemming (1707–1777).
När de stora rovdjuren utrotades mot slutet av 1700-talet började hundarna användas som boskapshundar för att driva nötkreatur längs vägarna och som gårdshundar. Mot slutet av 1800-talet, vid tiden för boxerrasens uppkomst, användes Old English Bulldog, föregångare till engelsk bulldogg i aveln. Dessa var då mer högresta, inte olika en kraftig boxer. Då boxer och engelsk bulldogg har gemensamt ursprung är raserna utmärkta exempel på vad målinriktad avel kan åstadkomma för förädling av hundraser.
Boxern ställdes ut första gången 1895 i München. Året därpå bildades den första rasklubben, men det uppstod konflikt kring vilken typ man skulle satsa på och konkurrerande klubbar bildades. Först 1910 enades man om en gemensam rasstandard och klubbarna slogs samman.
Under första världskriget togs boxern i bruk som räddningshund (sanitetshund), rapporthund och militär patrullhund. 1924 började den tyska polisen använda boxern som bland annat skyddshund, vilket var början till rasens popularitet.
Namnet boxer användes som synonym till bulldogg första gången 1879. Man vet inte exakt var namnet kommer ifrån; det finns flera teorier. Två av teorierna går ut på att det sydtyska dialektordet boxl eller boxeln skulle vara en förvanskning av endera beisser eller Brabanter.

## Egenskaper
Boxern är en brukshund, det vill säga en arbetande hundras. De kräver därför en hel del tid och träning av sin ägare för att må bra. Den används bland annat som polis- och väktarhund, servicehund och räddningshund. Den mognar sent och förblir ofta glad, lekfull och full av upptåg hela livet. Då det är en stor och framför allt stark hund är det extra viktigt att vara noggrann med uppfostran om den ska fungera i vardagen. Den är en bra familjehund som tycker om småbarn och har bra tålamod med dem.
För att kunna bli utställningschampion måste en boxer ha meriter från bruksprov, tjänstehundscertifikat eller ha godkänt draghundsprov.

## Utseende
Boxer är en trubbnosig (brakycefal) hundras på grund av att man har avlat på ärftliga defekter så att hundarnas skallben blivit kortare än normalt.
Boxern har en kvadratisk kroppsform, är kraftig och muskulös och har en karaktäristisk platt nos. Mankhöjden är 57–63 cm för hanhundar och 53–59 cm för tikar. En hanhund ska väga över 30 kg och en tik runt 25 kg. Pälsen är kort och slät. Färgen kan vara gulbrun eller tigrerad, med eller utan vita tecken. Det finns vita boxrar men man får inte ställa upp i utställningar med dem. Tidigare föreskrevs att svansen skulle vara kuperad, men kupering förbjöds i Sverige 1989.